# Guilford (Vermont)
Guilford és una població dels Estats Units a l'estat de Vermont. Segons el cens del 2000 tenia 2.046 habitants.

## Demografia
Segons el cens del 2000, Guilford tenia 2.046 habitants, 811 habitatges, i 575 famílies. La densitat de població era de 19,8 habitants per km².
Dels 811 habitatges en un 34,3% hi vivien nens de menys de 18 anys, en un 58,2% hi vivien parelles casades, en un 9,1% dones solteres, i en un 29% no eren unitats familiars. En el 21,5% dels habitatges hi vivien persones soles el 6,7% de les quals corresponia a persones de 65 anys o més que vivien soles. El nombre mitjà de persones vivint en cada habitatge era de 2,52 i el nombre mitjà de persones que vivien en cada família era de 2,95.
Per edats la població es repartia de la següent manera: un 26,1% tenia menys de 18 anys, un 5,5% entre 18 i 24, un 28% entre 25 i 44, un 30,9% de 45 a 60 i un 9,6% 65 anys o més.
L'edat mediana era de 40 anys. Per cada 100 dones de 18 o més anys hi havia 94,7 homes.
La renda mediana per habitatge era de 45.982 $ i la renda mediana per família de 52.431 $. Els homes tenien una renda mediana de 34.125 $ mentre que les dones 24.605 $. La renda per capita de la població era de 21.028 $. Entorn del 5% de les famílies i el 6,8% de la població estaven per davall del llindar de pobresa.